# Trizay-Coutretot-Saint-Serge
Pour les articles homonymes, voir Trizay (homonymie) et Saint-Serge.
Trizay-Coutretot-Saint-Serge est une commune française située dans le département d'Eure-et-Loir en région Centre-Val de Loire. Elle fait partie de l'ancienne province du Perche.

## Géographie

### Situation
La commune se situe dans la région naturelle du Perche, au sein du canton de Nogent-le-Rotrou.

Situation géographique
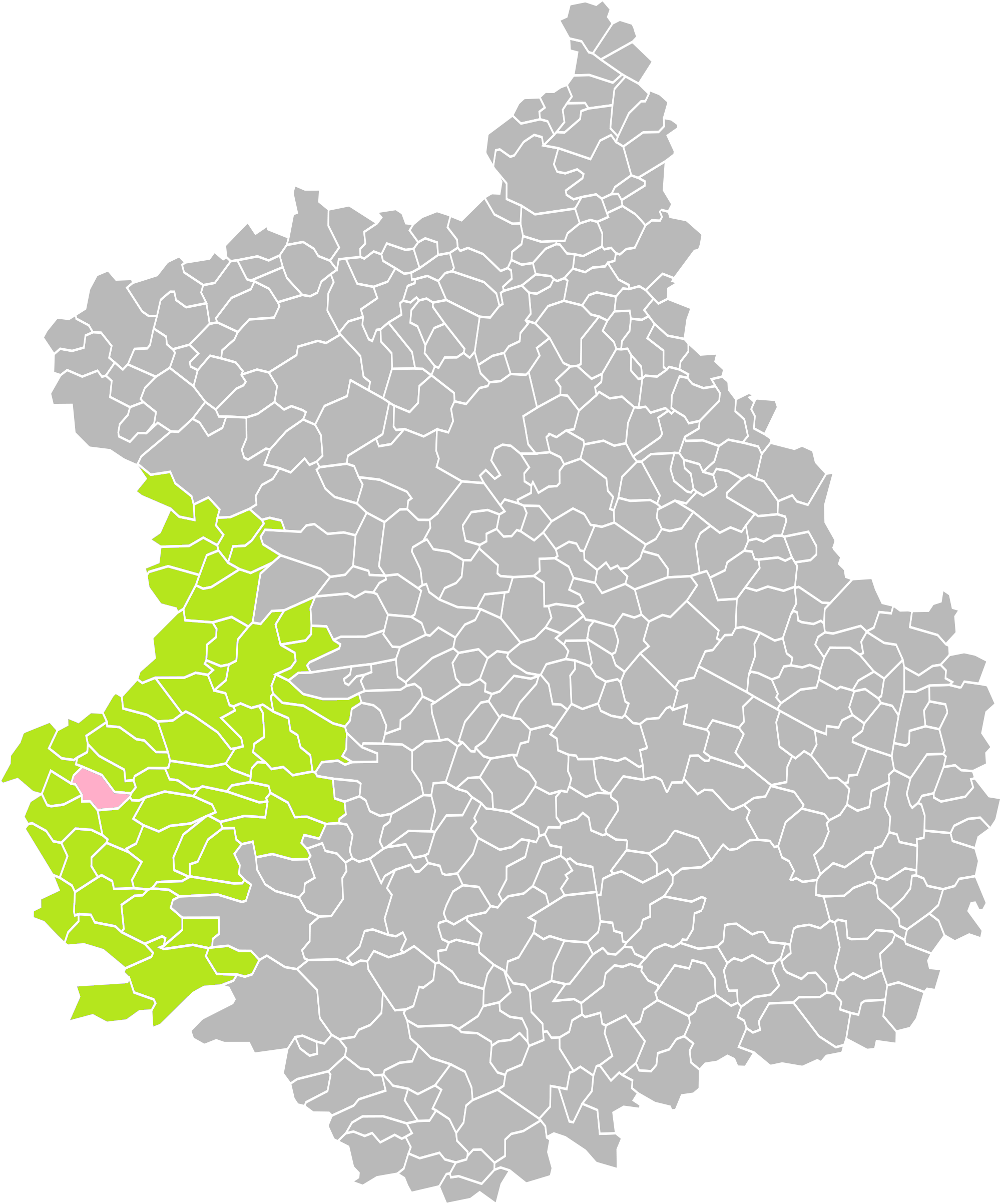
Trizay-Coutretot-Saint-Serge dans son arrondissement.
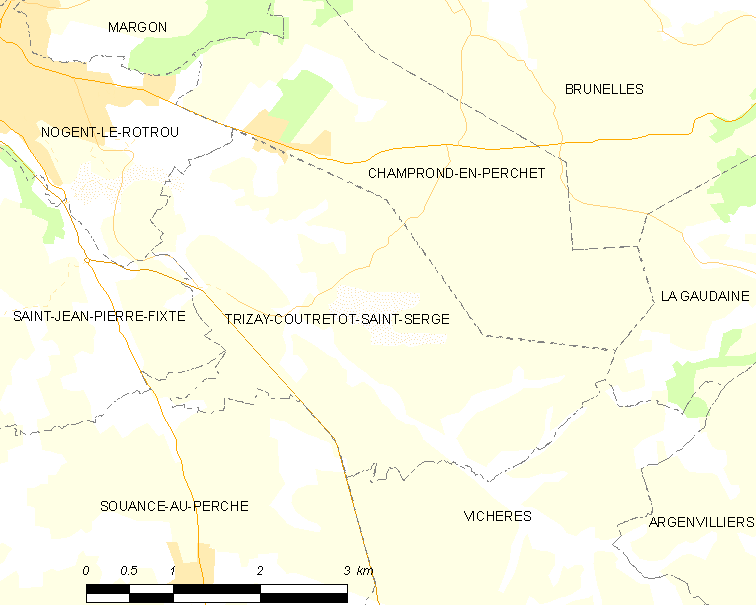
Carte de la commune de Trizay-Coutretot-Saint-Serge.

### Communes limitrophes
|                         | Nogent-le-Rotrou             | Champrond-en-Perchet |
| Saint-Jean-Pierre-Fixte | Trizay-Coutretot-Saint-Serge | La Gaudaine          |
|                         | Souancé-au-Perche            | Vichères             |

### Hydrographie

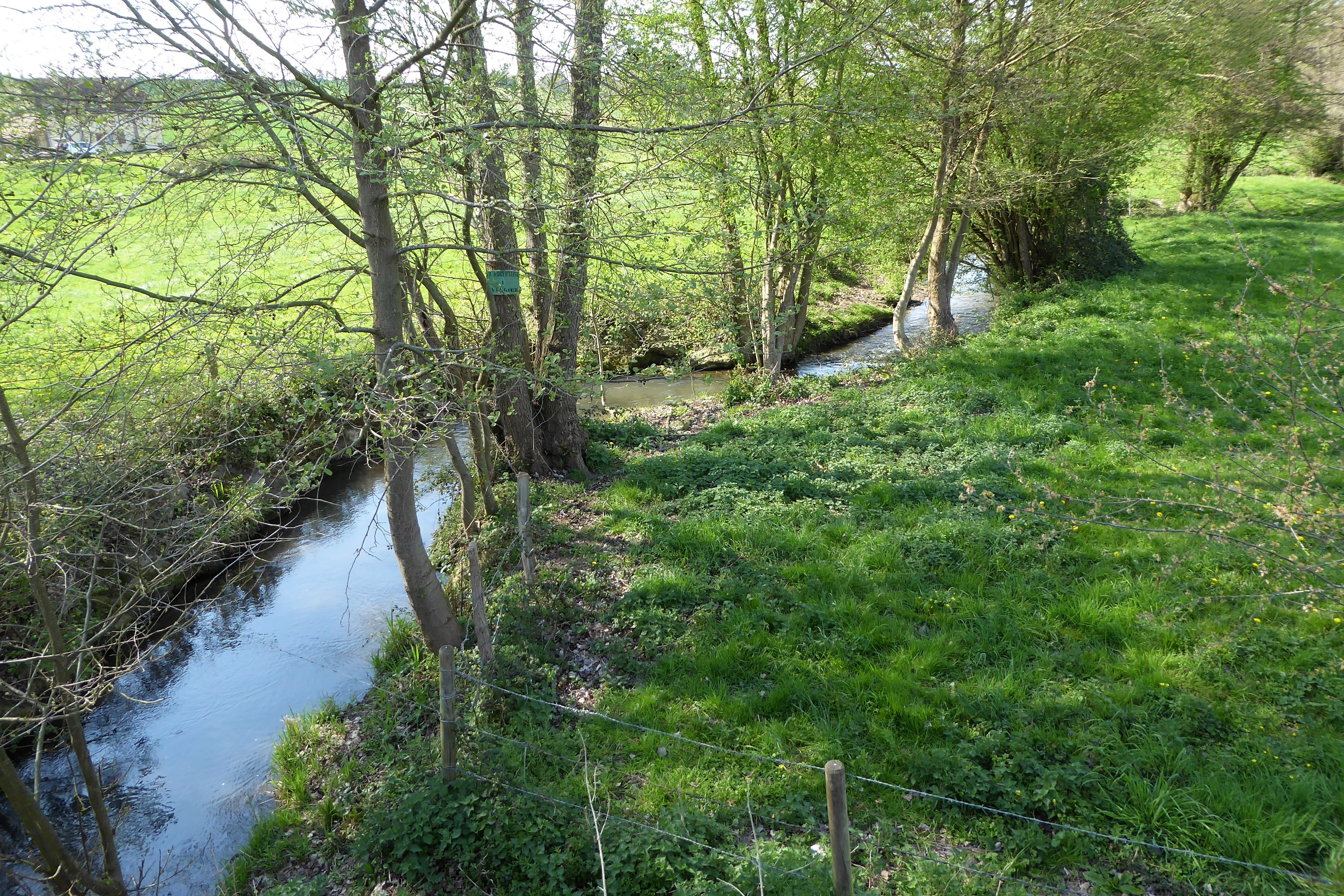
La Berthe.

Le territoire de la commune est traversé par la rivière la Berthe, affluent de la Rhône, sous-affluent de l'Huisne et donc de la Loire par la Sarthe puis la Maine.

### Climat
Pour des articles plus généraux, voir Climat du Centre-Val de Loire et Climat d'Eure-et-Loir.
En 2010, le climat de la commune est de type climat océanique dégradé des plaines du Centre et du Nord, selon une étude du CNRS s'appuyant sur une série de données couvrant la période 1971-2000. En 2020, Météo-France publie une typologie des climats de la France métropolitaine dans laquelle la commune est exposée à un climat océanique altéré et est dans la région climatique  Normandie (Cotentin, Orne), caractérisée par une pluviométrie relativement élevée (850 mm/a) et un été frais (15,5 °C) et venté. 
Pour la période 1971-2000, la température annuelle moyenne est de 10,3 °C, avec une amplitude thermique annuelle de 14,3 °C. Le cumul annuel moyen de précipitations est de 728 mm, avec 12,1 jours de précipitations en janvier et 7,7 jours en juillet. Pour la période 1991-2020, la température moyenne annuelle observée sur la station météorologique de Météo-France la plus proche, sur la commune de Vichères à 4 km à vol d'oiseau, est de 11,3 °C et le cumul annuel moyen de précipitations est de 731,9 mm,. Pour l'avenir, les paramètres climatiques de la commune estimés pour 2050 selon différents scénarios d'émission de gaz à effet de serre sont consultables sur un site dédié publié par Météo-France en novembre 2022.

## Urbanisme

### Typologie
Au 1er janvier 2024, Trizay-Coutretot-Saint-Serge est catégorisée commune rurale à habitat dispersé, selon la nouvelle grille communale de densité à 7 niveaux définie par l'Insee en 2022.
Elle est située hors unité urbaine. Par ailleurs la commune fait partie de l'aire d'attraction de Nogent-le-Rotrou, dont elle est une commune de la couronne,. Cette aire, qui regroupe 25 communes, est catégorisée dans les aires de moins de 50 000 habitants,.

### Occupation des sols
L'occupation des sols de la commune, telle qu'elle ressort de la base de données européenne d’occupation biophysique des sols Corine Land Cover (CLC), est marquée par l'importance des territoires agricoles (99,4 % en 2018), une proportion identique à celle de 1990 (99,4 %). La répartition détaillée en 2018 est la suivante : 
terres arables (71,8 %), prairies (23,1 %), zones agricoles hétérogènes (4,5 %), zones urbanisées (0,6 %). L'évolution de l’occupation des sols de la commune et de ses infrastructures peut être observée sur les différentes représentations cartographiques du territoire : la carte de Cassini (XVIIIe siècle), la carte d'état-major (1820-1866) et les cartes ou photos aériennes de l'IGN pour la période actuelle (1950 à aujourd'hui).

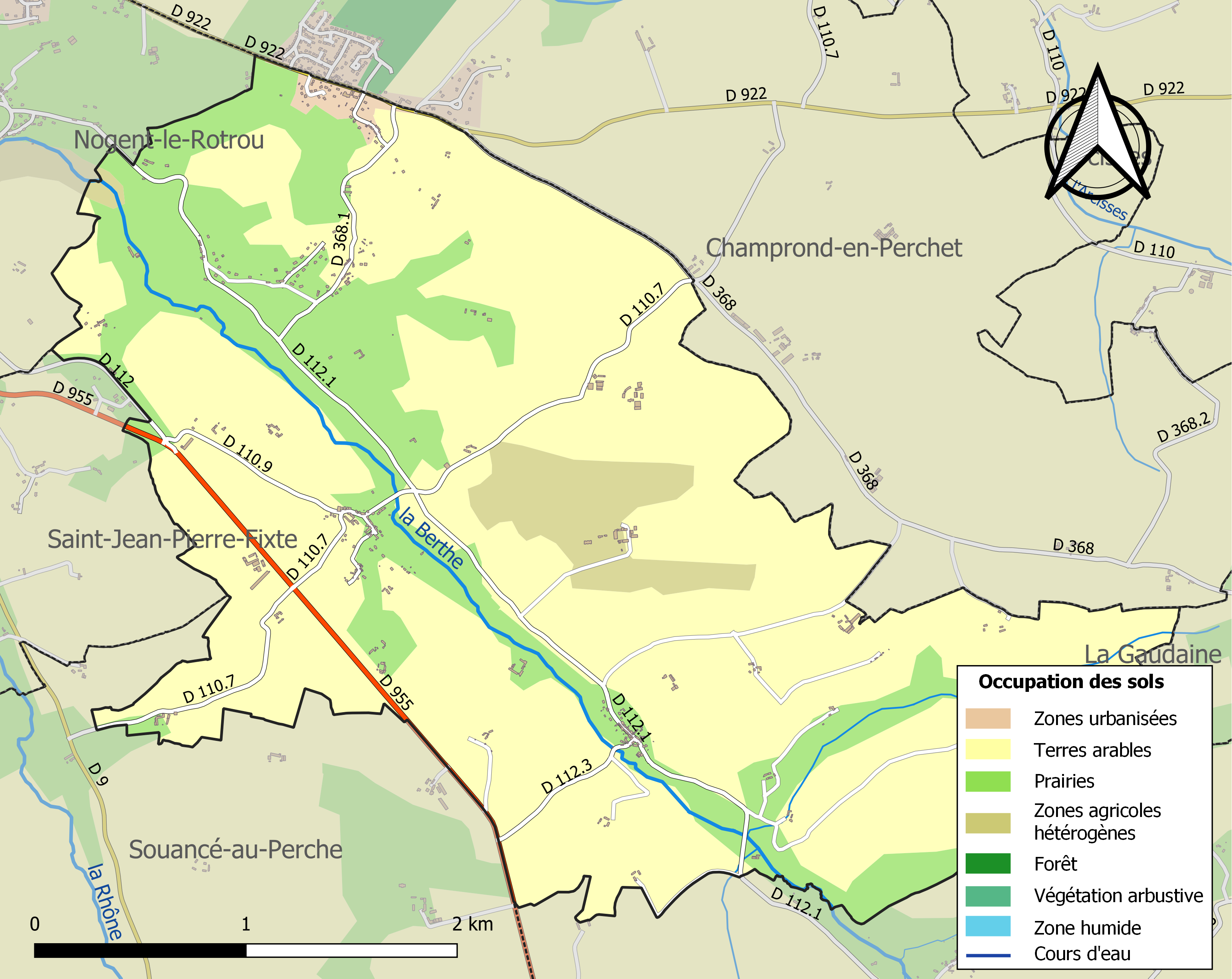
Carte des infrastructures et de l'occupation des sols de la commune en 2018 (CLC).

### Risques majeurs
Le territoire de la commune de Trizay-Coutretot-Saint-Serge est vulnérable à différents aléas naturels : météorologiques (tempête, orage, neige, grand froid, canicule ou sécheresse), inondations, mouvements de terrains et séisme (sismicité très faible). Il est également exposé à un risque technologique, le transport de matières dangereuses. Un site publié par le BRGM permet d'évaluer simplement et rapidement les risques d'un bien localisé soit par son adresse soit par le numéro de sa parcelle.

#### Risques naturels
Certaines parties du territoire communal sont susceptibles d’être affectées par le risque d’inondation par débordement de cours d'eau, notamment la Berthe. La commune a été reconnue en état de catastrophe naturelle au titre des dommages causés par les inondations et coulées de boue survenues en 1984 et 1999,.

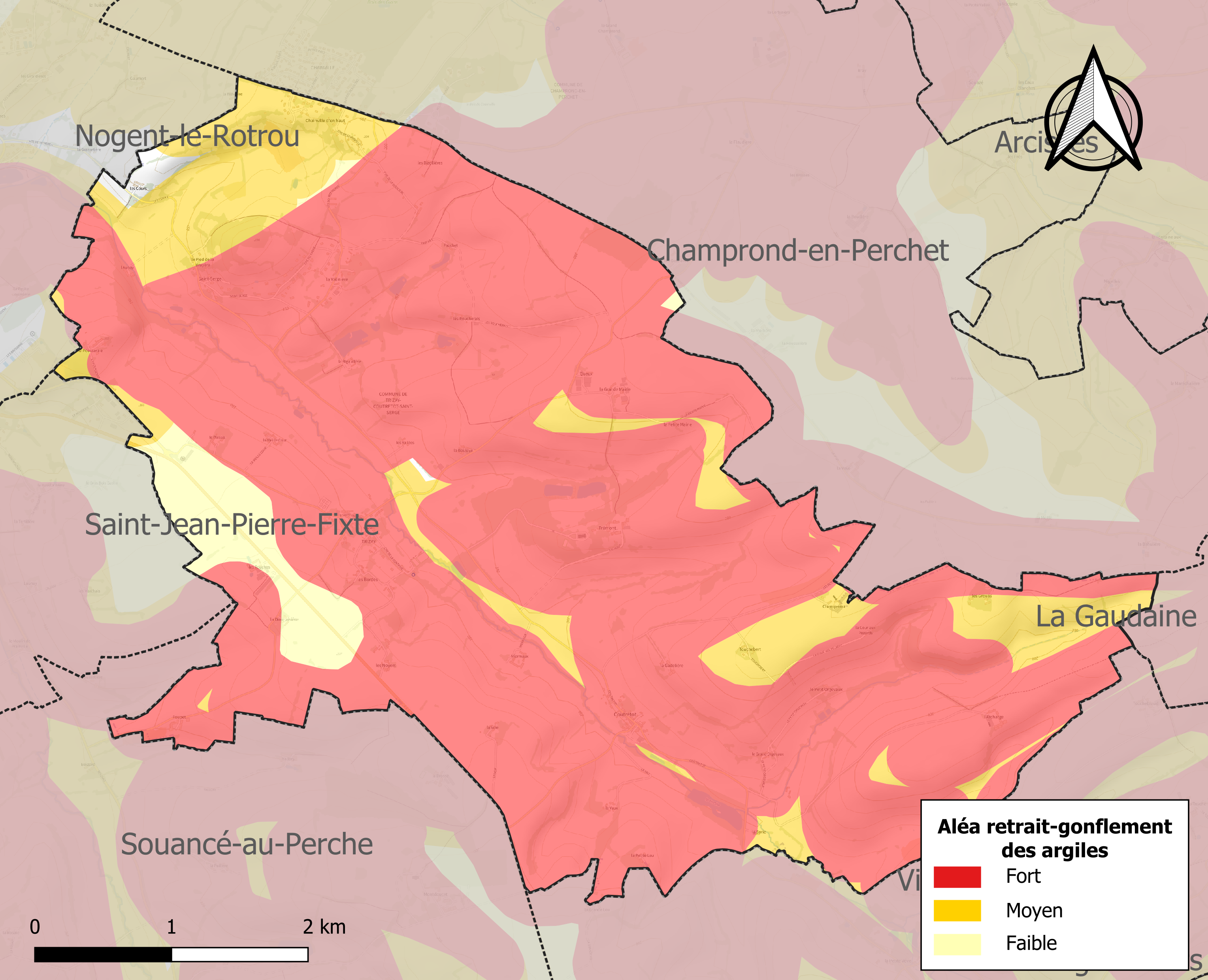
Carte des zones d'aléa retrait-gonflement des sols argileux de Trizay-Coutretot-Saint-Serge.

La commune est vulnérable au risque de mouvements de terrains constitué principalement du retrait-gonflement des sols argileux. Cet aléa est susceptible d'engendrer des dommages importants aux bâtiments en cas d’alternance de périodes de sécheresse et de pluie. 95,4 % de la superficie communale est en aléa moyen ou fort (52,8 % au niveau départemental et 48,5 % au niveau national). Sur les 219 bâtiments dénombrés sur la commune en 2019, 213 sont en aléa moyen ou fort, soit 97 %, à comparer aux 70 % au niveau départemental et 54 % au niveau national. Une cartographie de l'exposition du territoire national au retrait gonflement des sols argileux est disponible sur le site du BRGM,.
Concernant les mouvements de terrains, la commune a été reconnue en état de catastrophe naturelle au titre des dommages causés par la sécheresse en 2003 et 2011 et par des mouvements de terrain en 1999.

#### Risques technologiques
Le risque de transport de matières dangereuses sur la commune est lié à sa traversée par des infrastructures routières ou ferroviaires importantes ou la présence d'une canalisation de transport d'hydrocarbures. Un accident se produisant sur de telles infrastructures est en effet susceptible d’avoir des effets graves au bâti ou aux personnes jusqu’à 350 m, selon la nature du matériau transporté. Des dispositions d’urbanisme peuvent être préconisées en conséquence.

## Toponymie
Trizay est attesté sous les formes Tarzei en 1183, Trisi vers 1250, Triseyum en 1351, Trisay en 1793 et 1801, Trizay-au-Perche.
 
Trisay absorbe en 1835, Coutretot / Saint-Serge.
Coutretot est attesté sous les formes  Cortretost en 1218, Corruistour en 1239, Curia Estroudi vers 1270, Curia Estrodi en 1351.
Saint-Serge est un hagiotoponyme.

## Histoire

### Époque moderne
De 1643 à 1685, il y eut 3 collectes fiscales : Coutretot-Trizay-Vichères-Saint-Médard, Élection de Longny, qui regroupait la paroisse de Coutretot, partie de celle de Trizay-au-Perche et partie de celle de Vichères ; la collecte de Trizay-au-Perche, élection de Mortagne, comprenant le reste de la paroisse de Trizay-au-Perche ; la collecte de Vichères, élection de Mortagne, formée de l’autre partie de Vichères.
En 1685, la suppression de l’élection de Longny et les modifications de limites entre les Élections de Chartres et de Mortagne entraînèrent l’éclatement de la collecte de Coutretot-Trizay-Vichères-Saint-Médard : la collecte de Coutretot devint indépendante avec le territoire de la paroisse religieuse ; les 2 parties de Trizay-au-Perche et de Vichères furent réunies selon le territoire de leur paroisse religieuse respective pour former deux collectes indépendantes ; toutes ces collectes furent rattachées à l’élection de Mortagne.

### Époque contemporaine
- La réunion de Trizay-au-Perche avec Coutretot et Saint-Serge fut réalisée par Ordonnance Royale du 15 février 1835, sous le nom de Trizay-Coutretot-Saint-Serge, dont le chef-lieu se situe à Trizay (A.N.-F 2 II Eure-et-Loir 2, plan annexé à la minute) ;
- De 1908 à 1935, la commune est desservie par les Tramways d'Eure-et-Loir sur la ligne reliant Bonneval, Brou et Nogent-le-Rotrou.

## Politique et administration

### Liste des maires
| Période                                  | Période   | Identité                          | Étiquette | Qualité      |
| ---------------------------------------- | --------- | --------------------------------- | --------- | ------------ |
| Les données manquantes sont à compléter. |           |                                   |           |              |
| 1888                                     | 1904      | Adolphe Philippe Désiré Pelletier |           | Cultivateur  |
| mars 2001                                | mars 2008 | Daniel Braesch                    |           |              |
| mars 2008                                | En cours  | Bertrand de Monicault,            |           | Ancien cadre |

## Population et société

### Démographie
L'évolution du nombre d'habitants est connue à travers les recensements de la population effectués dans la commune depuis 1793. Pour les communes de moins de 10 000 habitants, une enquête de recensement portant sur toute la population est réalisée tous les cinq ans, les populations de référence des années intermédiaires étant quant à elles estimées par interpolation ou extrapolation. Pour la commune, le premier recensement exhaustif entrant dans le cadre du nouveau dispositif a été réalisé en 2004.

En 2022, la commune comptait 438 habitants, en évolution de −2,67 % par rapport à 2016 (Eure-et-Loir : −0,23 %, France hors Mayotte : +2,11 %).
| 1793 | 1800 | 1806 | 1821 | 1831 | 1836 | 1841 | 1846 | 1851 |
| ---- | ---- | ---- | ---- | ---- | ---- | ---- | ---- | ---- |
| 241  | 247  | 252  | 159  | 151  | 553  | 549  | 580  | 606  |

| 1856 | 1861 | 1866 | 1872 | 1876 | 1881 | 1886 | 1891 | 1896 |
| ---- | ---- | ---- | ---- | ---- | ---- | ---- | ---- | ---- |
| 588  | 587  | 559  | 548  | 552  | 532  | 538  | 505  | 502  |

| 1901 | 1906 | 1911 | 1921 | 1926 | 1931 | 1936 | 1946 | 1954 |
| ---- | ---- | ---- | ---- | ---- | ---- | ---- | ---- | ---- |
| 498  | 442  | 409  | 395  | 381  | 373  | 346  | 355  | 352  |

| 1962 | 1968 | 1975 | 1982 | 1990 | 1999 | 2004 | 2006 | 2009 |
| ---- | ---- | ---- | ---- | ---- | ---- | ---- | ---- | ---- |
| 322  | 286  | 326  | 412  | 448  | 450  | 460  | 464  | 470  |

| 2014 | 2019 | 2022 | - | - | - | - | - | - |
| ---- | ---- | ---- | - | - | - | - | - | - |
| 456  | 433  | 438  | - | - | - | - | - | - |

## Culture locale et patrimoine

### Lieux et monuments
- Église romane Saint-Martin de Trizay ;
- Église Saint-Brice de Coutretot ;
- Chapelle Saint-Serge ;
- Manoir de La Gadelière, seconde moitié du XVIe siècle[26] ;
- Manoir de Miermaux, environ 1575[27] ;
- Manoir du Grand Plessis, 1493-1494[27] ;
- Château de Trémont : cloche en bronze du XVIIIe siècle,  Inscrit MH (1943)[28].

L'église Saint-Martin de Trizay
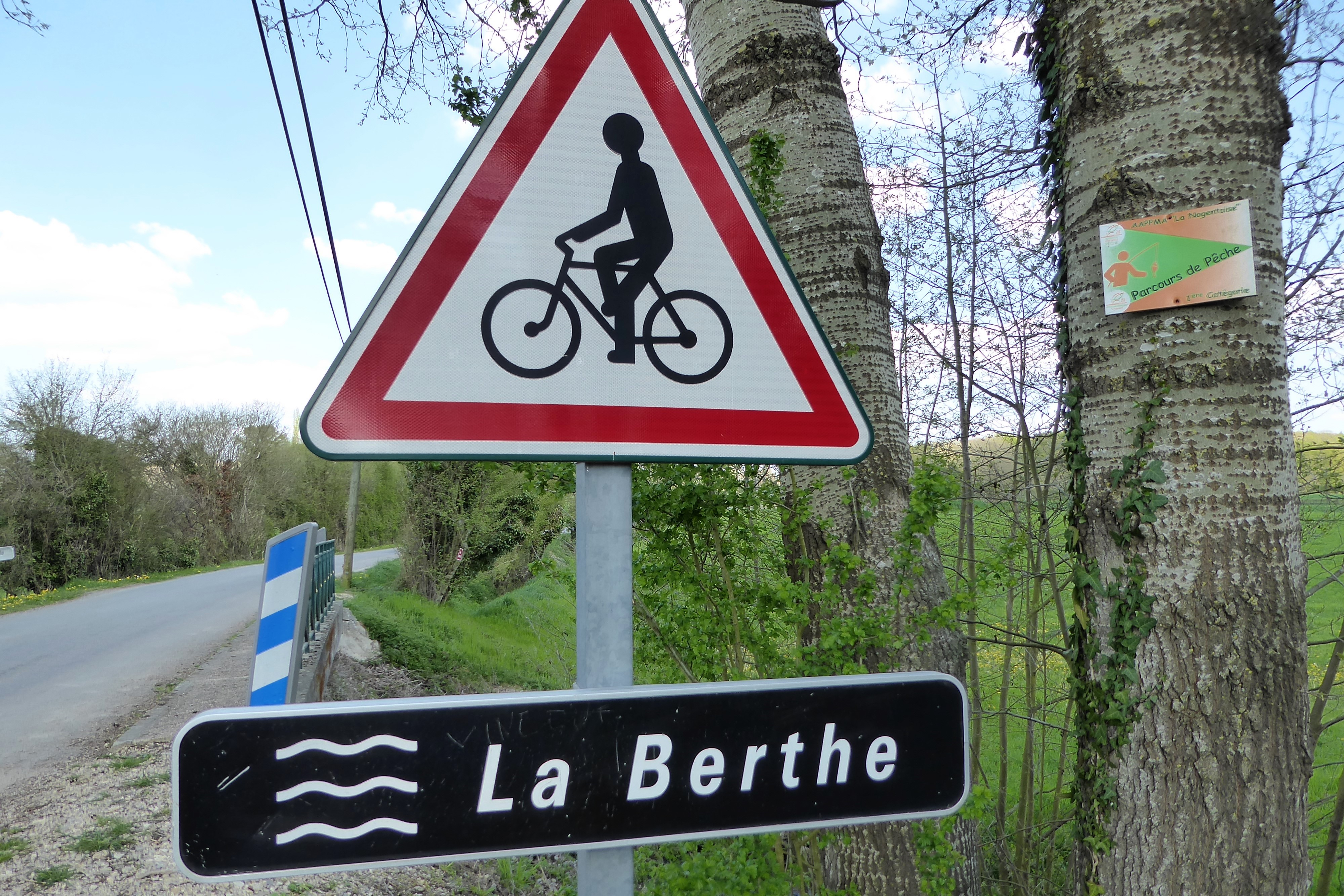
La Berthe passant sous la RD 110.7.
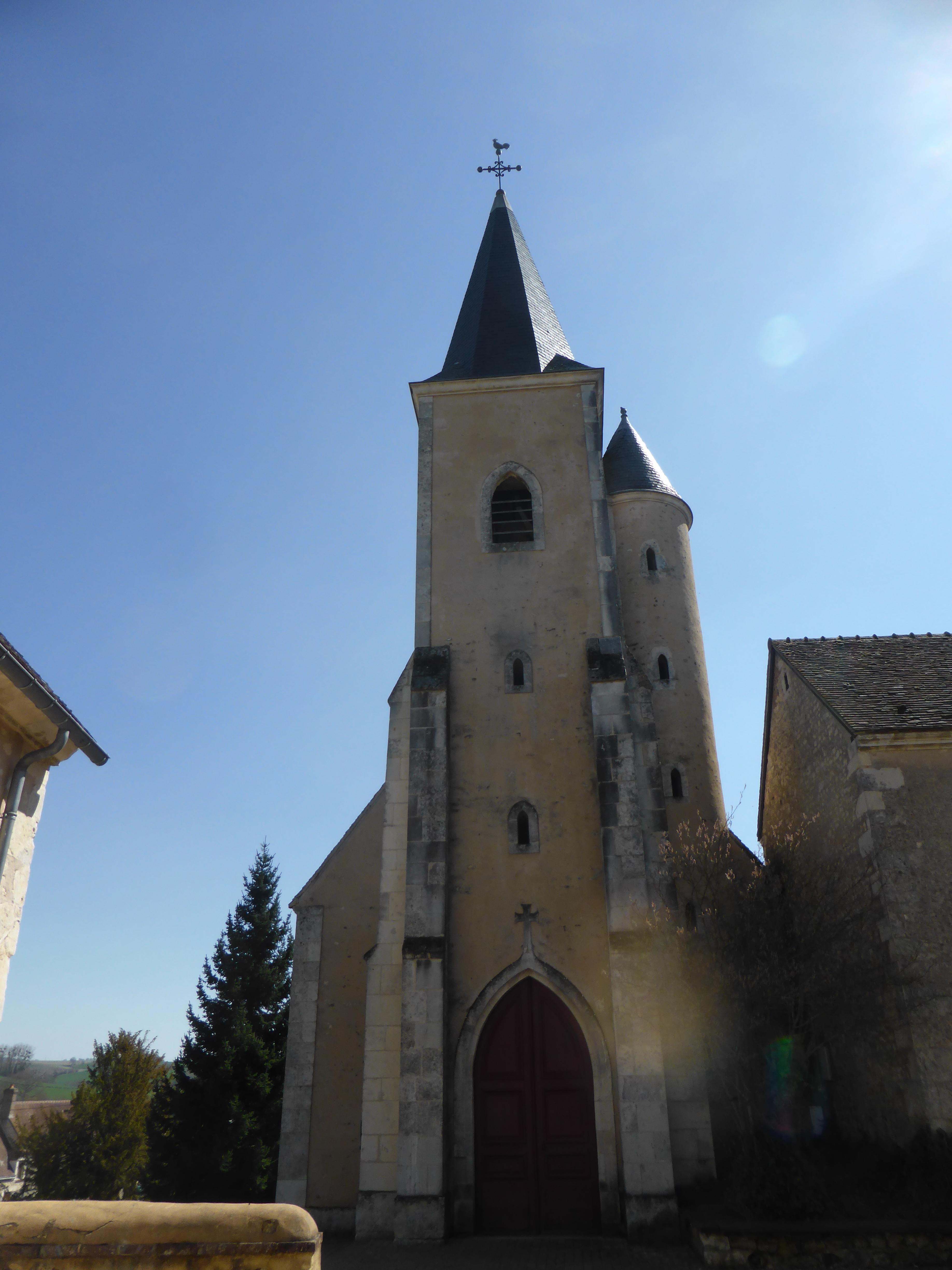
Façade et clocher-porche.
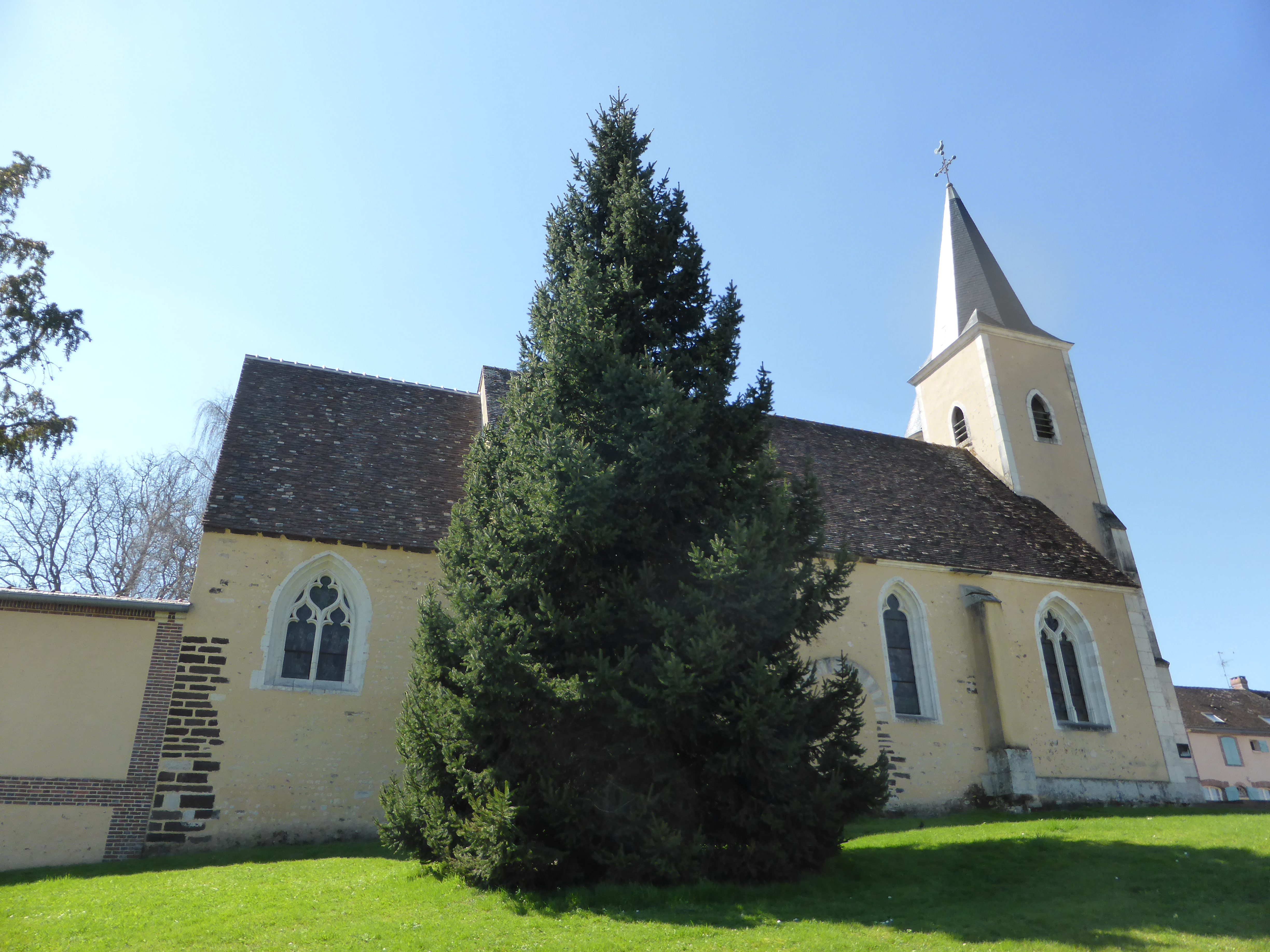
Façade nord.

### Personnalités liées à la commune
- Étienne Jumentier (1759-1846), homme politique, député d'Eure-et-Loir ;
- Joël Gouhier, pilote automobile, y est né le 22 octobre 1949.

### Héraldique
|  | Les armoiries de Trizay-Coutretot-Saint-Serge se blasonnent ainsi : D’argent aux trois chevrons de gueules, au chef ondé de sinople chargé de trois portails de chapelle d’argent maçonnés de sable et soutenu d’azur. |